# Ботаническая иллюстрация

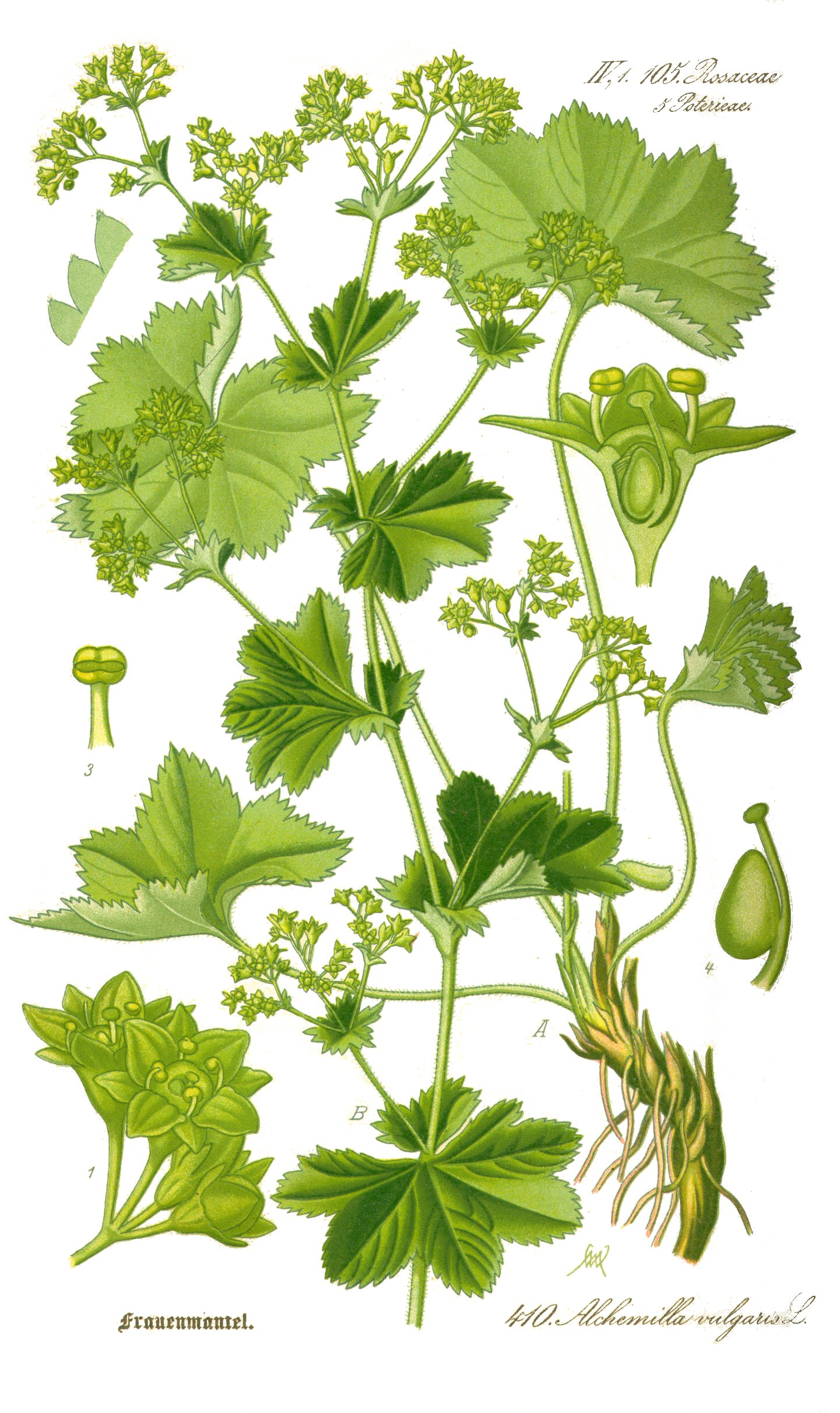
Манжетка обыкновенная.

Ботани́ческая иллюстра́ция — искусство изображения формы, цвета, деталей растений.
Ботанические иллюстрации часто печатаются рядом с ботаническим словесным описанием растений в книгах, журналах и других научных ботанических изданиях.
Создание таких иллюстраций требует от автора-художника понимания морфологии растений, доступа к натурным (живым природным) образцам или гербариям (образцам, засушенным для сохранности). Ботанические иллюстрации зачастую создаются в совместной работе художника-иллюстратора и консультанта-ботаника.

## История
Многие ранние фармакопеи включали изображения растений. Это делалось с целью лучшего узнавания того или иного вида, как правило, в лечебных целях. Точное описание и изображение растений до появления таксономии было принципиально важно при изготовлении лекарственных препаратов.
В XVI веке швейцарец Конрад Геснер (1516—1568), изучая растения, делал тысячи рисунков разных частей растений. Постоянно упражняя руку и глаз, он совершенствовал свои наброски. Геснер выявлял характерные для растений признаки, улучшая качество научного рисунка. Его наброски стали эскизами для иллюстраций его книги «Enchiridion historiae plantarum» (1541).
С появлением и изданием систем ботанической номенклатуры с их предельно точным описанием растений графические или живописные ботанические иллюстрации становятся необязательными. Однако именно в это время среди художников появляется специализация, а затем и профессия ботанического иллюстратора. Ботанические иллюстрации в это время (впрочем, как и все другие иллюстрации) создавались в технике ксилографии.
В XVIII веке улучшение типографского дела позволило печатать иллюстрации более точно в цвете и в деталях. Гравюра на металле постепенно заменяла ксилографию в качестве основной техники ботанической иллюстрации. Каждый иллюстрированный лист книги раскрашивался от руки акварелью. Это было очень кропотливо и дорогостояще. Издание больших, подробных и роскошных ботанических книг (увражей) типа «Флор» было делом государственной важности — по ним судили, в том числе, о технических и интеллектуальных возможностях целых государств.
Всё возрастающий интерес к ботаническим книгам со стороны ведущих ботаников и натуралистов, а также состоятельных владельцев поместий, парков и садов, привёл к увеличению спроса: иллюстрации стали появляться и в книгах, рассчитанных не только на узких специалистов, но и на массового, хотя и богатого, читателя. Этому способствовало и развитие в конце XVIII — начале XIX веков торцовой гравюры на дереве, техники более совершенной, чем обрезная ксилография, и позволявшей большим мастерам передавать сложнейшие цветовые и тональные отношения, не прибегая к раскрашиванию оттиска (эстампа) от руки; в то же время гравюра на дереве была не столь дорогой, как гравюра на металле.
Ботанические иллюстрации стали включать в себя такие виды изданий, как полевые определители, описания гербариев и коллекций, журналы. Развитие фотографии и связанных с ней способов печати отнюдь не сделало иллюстрацию, выполненную художником, старомодной. Ботанический иллюстратор способен создать гармонию точности и образности, сплести несколько природных образцов, чтобы показать единое целое, одновременно показать и лицевую и оборотную стороны предметов (например, листьев). Кроме того, мелкие детали и части растений можно увеличить, чтобы показать их как бы под микроскопом, и разместить их по свободным местам рисунка.

### В России
Начало иллюстрированию ботанических книг в России было положено в первой половине XVIII века, когда Петербургской академией наук были изданы ботанические труды «Plantarum minus cognitarum» И. Х. Буксбаума (1728—1740), «Stirpium rariorum» И. Аммана (1739) и «Flora Sibirica» Иоганна Георга Гмелина (1747—1769). Первые иллюстраторы русских книг опирались на достижения немецких и швейцарских коллег.
Интерес к растениям, который проявили просвещённые русские вельможи, способствовал расцвету издания ботанических книг, в том числе и замечательно иллюстрированных, в России в конце XVIII века, в эпоху императрицы Екатерины Великой. Сама императрица оплатила из собственных средств издание в 1784—1789 годах иллюстрированной «Flora Rossica» П. С. Палласа.

## Знаменитые книги с ботаническими иллюстрациями
- «Венский Диоскорид» (лат. Códex Vindobonénsis) — манускрипт VI века, копия работы натуралиста античности Диоскорида «De materia medica» (О лекарственных веществах).
- «Gottorfer Codex» — атлас растений замка Готторп, созданный в 1649—1659 годах гамбургским художником Hans Simon Holtzbecker по заказу Фридриха III. Атлас состоит из 4 томов и содержит 377 иллюстраций, в настоящее время атлас хранится в Копенгагене[1].
- «Curtis’s Botanical Magazine» — ботанический журнал.
- «Flora Rossica» — работа П. С. Палласа 1784 и 1788 годов, содержит сто иллюстраций.
- «Flora Graeca[англ.]» — многотомное издание XVIII века, выпущенное художником Фердинандом Бауэром и ботаником Джоном Сибторпом, содержащее описание растений Греции.
- «Illustrationes Florae Novae Hollandiae» — книга Фердинанда Бауэра, опубликованная в 1813 году.
- «English Botany[англ.]» — периодическое издание «Английская ботаника», выпущенное в 36 томах с 1790 по 1813 годы ботаником Джеймсом Эдвардом Смитом и художником Джеймсом Сауэрби. Полное название: English Botany or, Coloured Figures of British Plants, with their Essential Characters, Synonyms and Places of Growth.
- «Flora Altaica» с иллюстрациями «Icones plantarum novarum vel imperfecte cognitarum, floram rossicam, imprimis altaicam illustrantes» К. Ф. Ледебура (1829—1834).
- «Deutschlands Flora in Abbildungen nach der Natur mit Beschreibungen» (Флора Германии в рисунках, с описанием) Якоба Штурма (1796—1862).
- «Flora Danica» — ботанический атлас флоры Датского королевства. Состоит из 51 части, издавался в 1761—1883 годах.
- «Flora von Deutschland, Österreich und der Schweiz in Wort und Bild für Schule und Haus» (Флора Германии, Австрии и Швейцарии в рассказах и образах для школы и дома) О. В. Томе (1885).
- «Köhler's Medizinal-Pflanzen» — справочник по лекарственным растениям, состоит из 3 томов (1883—1914), содержит около 400 иллюстраций.
- «Bilder ur Nordens Flora» — иллюстрированная работа Карла Линдмана о флоре северных стран, выпускавшаяся в 1901—1905, 1917, и 1977—1978 годах.
- «The Banksias[англ.]» — трёхтомная монография, содержащая изображения всех разновидностей рода Банксия (Banksia L.f.) Это первый случай, когда столь большой род был полностью нарисован одним художником (Селией Россер[англ.]). Считается, что это одна из выдающихся ботанических работ XX столетия.

## Выдающиеся художники — иллюстраторы ботанических изданий
- Фердинанд Бауэр — австрийский ботаник, участвовал в экспедиции Мэтью Флиндерса к берегам Австралии, зарисовал более 1500 растений Австралии.
- Алоис Лунцер — участвовал в иллюстрировании книги «The native flowers and ferns of the United States» (1879).
- Пьер-Жозеф Редуте — французский художник, выпустил альбомы акварельных иллюстраций «Лилейные» (8 томов, 1802—1816) и «Розы» (3 тома, 1817—1824).
- Джеймс Сауэрби — английский художник, иллюстрировал книги многих известных ботаников своего времени — Леритье де Брютеля (Geraniologia, 1787—1792), Уильяма Кёртиса (Flora Londinensis, 1775—1798), Дж. Э. Смита (English Botany, с 1790) и др.
- Отто Вильгельм Томе — немецкий ботаник, известен сборником ботанических иллюстраций «Flora von Deutschland, Österreich und der Schweiz in Wort und Bild für Schule und Haus» (1885).
- Якоб Штурм — немецкий энтомолог и гравёр, выпускал сборники гравюр, текст к которым был написан известными ботаниками, под общим названием «Deutschlands Flora in Abbildungen nach der Natur mit Beschreibungen» (1796—1862).